# Kalandula-vízesés
A Kalandula-vízesés Angola Malanje (malange) provinciájában található, Malange városától 85 kilométerre a Lucala folyón. A vízesés korábbi neve Duque de Bragança volt, a Kalandula nevet 1976-ban kapta. A vízesés egy 105 méter magas részből áll, és ezzel Afrika második legmagasabb vízesése a Tugela-vízesés után. Látogatása különösen az esős évszakban ajánlott, mivel akkor a leglátványosabb a lezúduló víz látványa.

## Fordítás
- Ez a szócikk részben vagy egészben a Kalandula Falls című angol Wikipédia-szócikk fordításán alapul.  Az eredeti cikk szerkesztőit annak laptörténete sorolja fel. Ez a jelzés csupán a megfogalmazás eredetét és a szerzői jogokat jelzi, nem szolgál a cikkben szereplő információk forrásmegjelöléseként.

## Külső hivatkozások
- https://web.archive.org/web/20080724054430/http://www.infohub.com/attractions/kalandula_waterfalls_15852.html